# Labrador Retriever (canção)
"Labrador Retriever" (ラブラドール・レトリバー, Raburadōru Retoribā) é o 36º single do grupo idol japonês AKB48. Foi lançado em 21 de Maio de 2014 pela King Records. O single foi interpretado pela primeira vez em 29 de Março, durante um concerto realizado no Estádio Olímpico de Tóquio. No Japão, foi o single mais vendido do ano, com 1.786.825 cópias.

## Sobre a Música
A letra foi escrita por Yasushi Akimoto. Neste single, Mayu Watanabe retorna como center 1 ano e 3 meses depois o lançamento de "So Long!" lançado em 2013. A música principal do single, "Labrador Retriever", foi divulgada ao público em 29 de Março de 2014, durante o encore do primeiro e único concerto realizado no Estádio Olímpico de Tóquio.
Foi lançado em cinco versões; Type A (Normal / Limited Edition), Type K (Normal / Limited Edition), Type B (Normal / Limited Edition), Type 4 (Normal / Limited Edition) e a Edição do Teatro.
AKB48 lançou cada single com temática de verão anualmente em Maio, desde "Ponytail to Shushu", lançado em 2010, no entanto, o padrão foi quebrado em Bokutachi wa Tatakawanai (2015). 36 integrantes foram escolhidas para particiar do A-side "Labrador Retriever", com o mesmo número de 2012 pra "Manatsu no Sounds Good!", quatro a mais que, "Sayonara Crawl", que teve 32 integrantes selecionadas.

## Lista de Faixas
As primeiras duas músicas no CD e os dois primeiros clipes musicais no DVD são as mesmas em todas as versões.

## Integrantes

### "Labrador Retriever"
Na faixa título, a center é a Mayu Watanabe. A lista das integrantes selecionadas é a seguinte:
- AKB48：Anna Iriyama, Rina Kawaei, Haruna Kojima, Haruka Shimazaki, Minami Takahashi,  Rie Kitahara, Mako Kojima, Yui Yokoyama, Nana Owada, Juri Takahashi, Mayu Watanabe, Yuki Kashiwagi, Nana Okada, Rena Katō, Yuria Kizaki, Miki Nishino, Minami Minegishi
- SKE48: Ryoha Kitagawa, Jurina Matsui, Mina Ōba, Nao Furuhata, Akari Suda, Kanon Kimoto, Rena Matsui
- NMB48:  Sayaka Yamamoto, Fūko Yagura, Miori Ichikawa, Shyu Yabushita, Nagisa Shibuya, Miyuki Watanabe
- HKT48: Rino Sashihara, Meru Tashima, Haruka Kodama, Aika Ōta, Sakura Miyawaki, Mio Tomonaga

### "Kimi wa Kimagure"
- Team A: Manami Ichikawa, Anna Iriyama, Karen Iwata, Haruka Katayama, Rina Kawaei, Natsuki Kojima, Haruna Kojima, Haruka Shimazaki, Minami Takahashi, Kayoko Takita, Makiho Tatsuya, Chisato Nakata, Chiyori Nakanishi, Mariko Nakamura, Rena Nishiyama, Nana Fujita, Nao Furuhata (SKE48 Team KII), Ami Maeda, Sakiko Matsui, Sakura Miyawaki (HKT48 Team KIV), Tomu Muto, Ayaka Morikawa, Fuuko Yagura (NMB48 Team M)

### "Itoshiki Rival"
- Team K: Moe Aigasa, Maria Abe, Haruka Ishida, Misaki Iwasa, Mayumi Uchida, Rie Kitahara, Mako Kojima, Haruka Kodama (HKT48 Team H), Kana Kobayashi, Moe Gotou, Haruka Shimada, Hinana Shimoguchi, Shihori Suzuki, Mariya Suzuki (SNH48 Team SII), Yuka Tano, Mariya Nagao, Jurina Matsui (SKE48 Team S), Miho Miyazaki, Sayaka Yamamoto (NMB48 Team N), Ami Yumoto, Yui Yokoyama

### "B Garden"
- Team B: Rina Ikoma (Nogizaka46), Rina Izuta, Natsuki Uchiyama, Ayano Umeta, Ryoka Oshima, Shizuka Oya, Nana Owada, Mayu Ogasawara, Yuki Kashiwagi (NMB48 Team N), Saya Kawamoto, Asuka Kuramochi, Aki Takajo, Juri Takahashi, Miyu Takeuchi, Miku Tanabe, Mio Tomonaga (HKT48 Team KIV), Wakana Natori, Rena Nozawa, Hikari Hashimoto, Rina Hirata, Seina Fukuoka, Aeri Yokoshima, Mayu Watanabe

### "Heart no Dasshutsu Game"
- Team 4: Saho Iwatate, Rio Okawa, Miyu Omori, Ayaka Okada, Nana Okada, Rena Kato, Yuria Kizaki, Saki Kitazawa, Riho Kotani (NMB48 Team N), Marina Kobayashi, Haruka Komiyama, Yukari Sasaki, Kiara Sato, Ayana Shinozaki, Nagisa Shibuya (NMB48 Team BII), Yurina Takashima, Mizuki Tsuchiyasu, Miki Nishino, Mitsuki Maeda, Minami Minegishi, Mion Mukaichi, Yuiri Murayama, Shinobu Mogi

### "Futari wa Dekiteru"
- Team A: Haruna Kojima
- AKB48 Group Staff: Kenji Kitagawa

### "Kyou Made no Melody
- Team K: Yuko Oshima

NOTA
- A PV desta música conta com a participação de integrantes graduadas pelo Team K.

## Histórico de Lançamento
| Data               | Versão  | Catálogo                                                                      | Formato | Selo         |
| ------------------ | ------- | ----------------------------------------------------------------------------- | ------- | ------------ |
| 28 de Maio de 2014 | Type-A  | First Press Limited Edition (KIZM-90283~4) Regular Edition (KIZM-283~4)       | CD+DVD  | King Records |
| 28 de Maio de 2014 | Type-K  | First Press Limited Edition (KIZM-90285~6) Regular Edition (KIZM-285~6)       | CD+DVD  | King Records |
| 28 de Maio de 2014 | Type-B  | First Press Limited Edition (KIZM-90287~8) Regular Edition (KIZM-287~8)       | CD+DVD  | King Records |
| 28 de Maio de 2014 | Type-4  | First Press Limited Edition (KIZM-90289~90290) Regular Edition (KIZM-289~290) | CD+DVD  | King Records |
| 28 de Maio de 2014 | Theater | Regular Version (NMAX-1166)                                                   | CD      | King Records |

## Ligações Externas
- MVs Oficiais
  - Labrador Retriever (digest version) no YouTube
  - Kyō made no Melody (digest version) no YouTube
  - Kimi wa Kimagure (digest version) no YouTube
  - Itoshiki Rival (digest version) no YouTube
  - B Garden (digest version) no YouTube
  - Heart no Dasshutsu Game (digest version) no YouTube